# ZNAP

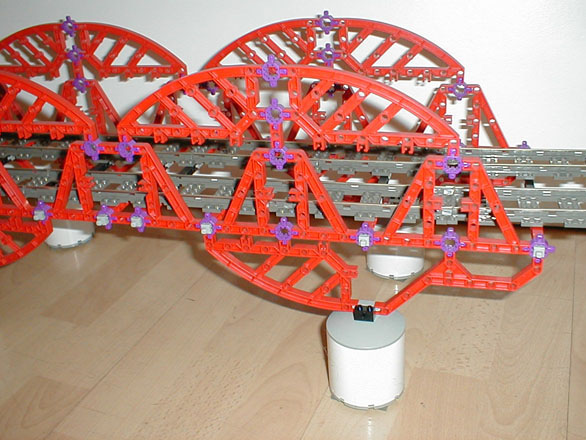
ZNAP-brug door R.Gansweith.

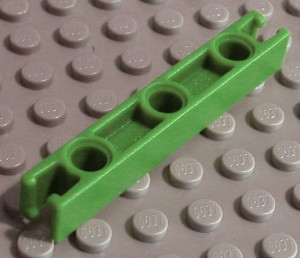
ZNAP beam 7 eenheden lang.

ZNAP is een LEGO-serie geproduceerd in 1998 en 1999. De serie werd niet erg populair. Er zijn 19 sets uitgegeven.
ZNAP bestaat niet uit blokken, maar uit staafjes met gaten en aan de einden een soort vork die je aan verbindingsstukjes kan klikken. Er bestaan diverse soorten stukken - rechte staafjes, driehoeken, cirkeldelen, vorkvormige en rechthoeken. De ZNAP onderdelen zijn kleurgebonden.
Znap is met LEGO samen te bouwen door middel van diverse bouwstenen. De motor, tandwielen en assen zijn dezelfde als die in LEGO Technic gebruikt worden, wat door sommige bouwers gewaardeerd werd, omdat er onderdelen in zitten die uniek zijn voor deze serie. Een voorbeeld is de flexibele as.
ZNAP is geschikt om grote objecten van te maken zoals bruggen of torens.

## Overzicht van de uitgegeven sets
| set.nr. | naam                         | aantal delen | jaartal |
| ------- | ---------------------------- | ------------ | ------- |
| 3501    | Jet-car                      | 27           | 1998    |
| 3502    | Bi-wing                      | 25           | 1998    |
| 3505    | Mini-sonic                   | 22           | 1998    |
| 3504    | Hook-truck                   | 32           | 1998    |
| 3505    | Aeroplane                    | -            | 1999    |
| 3506    | Motorbike                    | -            | 1999    |
| 3510    | {Polybag}                    | 25           | 1998    |
| 3520    | forklift                     | 39           | 1999    |
| 3521    | Racer                        | -            | 1999    |
| 3531    | Tri-bike                     | 29           | 1998    |
| 3532    | Jet-ski                      | 27           | 1998    |
| 3551    | Dino-Jet                     | 80           | 1998    |
| 3552    | Hover-Sub with motor         | 122          | 1998    |
| 3554    | Helicopter                   | -            | 1999    |
| 3555    | Jeep                         | -            | 1999    |
| 3571    | Blackmobile with Motor       | 141          | 1998    |
| 3581    | Formula Z Car in Storage Box | 171          | 1998    |
| 3582    | Ant                          | -            | 1999    |
| 3591    | Heli-transport               | 200          | 1998    |